# Laval-sur-Luzège
Laval-sur-Luzège é uma comuna francesa na região administrativa da Nova Aquitânia, no departamento de Corrèze. Estende-se por uma área de 16,94 km². Em 2010 a comuna tinha 99 habitantes (densidade: 5,8 hab./km²).